# Tam quan đại đế
Tam quan Đại đế (三官大帝) hay Tam giới công (三界公) là ba vị thần trên Thiên đình trong Đạo giáo và tín ngưỡng Trung Quốc. Tam quan Đại đế gồm:
- Thiên quan đại đế, được thờ ở giữa gian thờ, là Thượng Nguyên, là vị thần ban phúc lành nên được gọi là Thiên quan tứ phúc (天官賜福).
- Địa quan đại đế, được thờ ở bên phải, là Trung Nguyên, là vì thần răn dạy phải trái và xá tội cho kẻ mắc lỗi, được gọi là Địa quan xá tội (地官赦罪).
- Thủy quan đại đế, được thờ ở bên trái, là vị thần giúp người giải trừ tai ương, nên được gọi là Thủy quan giải ách (水官解厄).

Trước kia, thuyết Tam Nguyên của Đạo giáo chia Vũ trụ làm ba cõi: Thượng nguyên là Trời, Trung nguyên là Đất, Hạ nguyên là Biển. Tam quan Đại đế trông coi chung ba cõi này. Từ "Trung nguyên" về sau được Trung Hoa và các nước chịu ảnh hưởng từ văn hóa Trung Hoa dùng để gọi chính mình. 
Trong Đạo giáo, Tam Thanh được xem là những vị thần tối cao, có vai trò sáng tạo, biến hóa và bảo vệ vũ trụ; còn Tam Quan là những vị quan có quyền lực cai quản cõi giới của mình, có thể giúp đỡ, xét xử và trừng phạt con người dựa trên công tội đã ghi chép.

## Hình Ảnh

Tượng Tam Quan Đại Đế chùa Linh Tiên Quán, Hoài Đức Hà Nội
Tượng Tam Quan Đại Đế, chùa Diên Khánh, Hoài Đức, Hà Nội
Hoành Phi "Tam Phủ Linh Từ", đền Tam Phủ thuộc Chùa Thầy, Quốc Oai, Hà Nội
Tượng Tam Quan Đại Đế, chùa Diên Phúc (chùa Sẻ), Phúc Thọ, Hà Nội
Tượng Ngưu Đầu chùa Sẻ,loại tượng gác cửa phổ biến cho Tam Quan Đại Đế ở Việt Nam
Tượng Mã Diện chùa Sẻ, tượng này đối xứng với Ngưu Đầu, dân gian hay gọi là " Đầu trâu, mặt ngựa "